# Scaphiophryne brevis
Scaphiophryne brevis es una especie de anfibios de la familia Microhylidae.

## Distribución geográfica
Se encuentra en Madagascar.